# Ondřej Trojan
Ondřej Trojan (Praga, 31 dicembre 1959) è un regista, attore e produttore cinematografico ceco, candidato all'Oscar per il miglior film internazionale nel 2004.

## Biografia

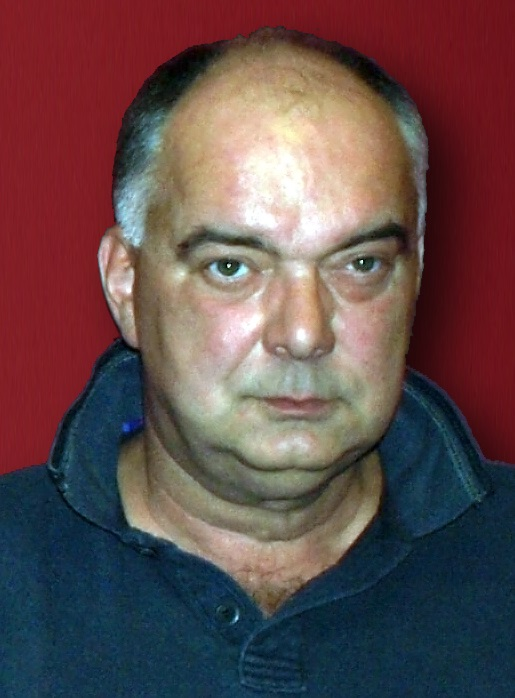
Ondřej Trojan nel 2010

Fratello di Ivan Trojan, Ondřej Trojan è nato a Praga nel 1959. Ha ottenuto popolarità nel 2004, dopo aver diretto il film Želary, per quale ha ricevuto una candidatura all'Oscar al miglior film internazionale.

## Riconoscimenti
- Premio Oscar
  - 2004 – Candidatura al miglior film internazionale per Želary